# Gyazo
Gyazo è un'applicazione per Microsoft Windows, macOS e Linux che permette di creare screenshot di una parte o dell'intero schermo, che verrà poi caricata su un Server e restituito generando un URL unico per accedervi in seguito.

## Funzionalità

### Screenshot e gif animate
Gyazo ha un'interfaccia minimale composta da poche opzioni accessibili dalla propria barra delle applicazioni con il click destro del Mouse, avviando l'applicazione il cursore cambierà forma in un mirino con il quale l'utente dovrà scegliere quale parte di schermo catturare. Gyazo caricherà poi l'immagine sul proprio Server ed aprirà una finestra del Browser predefinito contenente il link dell'immagine appena caricata, che potrà essere condivisa pubblicamente tramite quest'ultimo. Con l'uscita dell'ultima versione (2.0) Gyazo include la possibilità di selezionare una porzione di schermo per registrare una GIF della durata massima di 7 secondi.

### Upload delle immagini
Gyazo permette di caricare immagini preesistenti sui propri server semplicemente trascinandole sulla propria icona.

### Account Pro[4]
Gli utenti possono aggiornare il proprio account a Pro a patto di pagare un costo mensile, i vantaggi includono:
- Video a 1080p fino a 60 secondi di durata

- Spazio di archiviazione infinito
- Abilità di disegnare frecce sulle proprie immagini
- Abilità di visualizzare gli screenshot più vecchi di 1 settimana
- Rimozione delle pubblicità